# Wilczęta
Wilczęta (Deutschendorf fino al 1945) è un comune rurale polacco del distretto di Braniewo, nel voivodato della Varmia-Masuria.
Ricopre una superficie di 147,99 km² e nel 2004 contava 3 198 abitanti.
Altre comunità urbane e rurali: 
| - Bardyny (Baarden) - Dębień-Karwiny (Louisenwalde-Karwinden) - Dębiny (Borchertsdorf) - Gładysze (Schlodien) | - Księżno (Fürstenau) - Ławki (Lauck) - Nowica (Neumark) - Słobity (Schlobitten) - Słobity-Stacja Kolejowa | - Sopoty (Seepothen) - Spędy (Spanden) - Stare Siedlisko (Ebersbach) - Wilczęta (Deutschendorf) |

Località minori:
| - Bronki (Breunken) - Chmielówka (Hopfenbruch) - Górski Las | - Góry - Jankówko (Hensels) - Karpówek (Muttersegen) | - Lipowa (Lipprode) - Sośnica (F. Friedrichshof) - Tatarki (Spitzen) |